# Filiates (gmina)
Filiates (gr. Δήμος Φιλιατών, Dimos Filiaton) – gmina w Grecji, w administracji zdecentralizowanej Epir-Macedonia Zachodnia, w regionie Epir, w jednostce regionalnej Tesprotia. W 2011 roku liczyła 7710 mieszkańców. Powstała 1 stycznia 2011 roku w wyniku połączenia dotychczasowych gmin Filiates i Sajada. Siedzibą gminy jest Filiates.